# NU Vulpeculae
NU Vulpeculae (NU Vul / 21 Vulpeculae) es una estrella en la constelación de Vulpecula.

De magnitud aparente +5,20, se encuentra a 297 años luz de distancia del sistema solar.

## Características
NU Vulpeculae es una subgigante blanca de tipo espectral A7IVn.
Tiene una temperatura efectiva de 7621 K y una luminosidad 67 veces superior a la luminosidad solar.
A partir de su diámetro angular estimado, 0,57 milisegundos de arco, se puede evaluar su diámetro, siendo este 5,5 veces más grande que el del Sol.
Gira sobre sí misma con una velocidad de rotación igual o mayor de 222 km/s y tiene una masa de 2,36 masas solares.
En su núcleo ya ha finalizado la fusión nuclear de hidrógeno en helio, habiendo abandonado NU Vulpeculae la secuencia principal.

## Variablidad
NU Vulpeculae es una variable Delta Scuti cuyo brillo varía 0,016 magnitudes en un período de 0,1881 días (4,5 horas).
Este es uno de los períodos más largos, superado por pocas de estas variables, entre ellas δ Scuti —prototipo del grupo—, S Eridani e YZ Capricorni.
Las variables Delta Scuti, ocasionalmente llamadas «cefeidas enanas», experimentan variaciones en su luminosidad causadas por pulsaciones radiales y no-radiales de su superficie.